# Apopestes spectrum
Apopestes spectrum is een vlinder uit de familie van de spinneruilen (Erebidae).
De vlinder komt voor in het Middellandse Zeegebied. Ook in Turkmenistan is de soort bekend als plaaginsect op vlinderbloemigen.
De waardplanten van deze soort komen uit de familie van de vlinderbloemigen. De soort vliegt in april en mei in een jaarlijkse generatie.